# Simo Nikolić
Simo Nikolić (Brčko, 24 agosto 1954) è un ex calciatore jugoslavo, di ruolo attaccante.

## Biografia
È sposato e ha diversi figli. Si stabilisce a Belgrado nel 1994.

## Carriera

### Club
Ha giocato per Partizan, Zemun, Lione e Béziers, totalizzando 213 presenze e 117 reti nei vari campionati, mantenendo una media pari a 0,55 reti a partita.